# الاستفتاء المغربي 1992
هو الاستفتاء الذي هم مراجعة الدستور المغربي، والذي دعى إليه الملك الحسن الثاني وأجر بتاريخ 4 سبتمبر 1992.

## خلفية والمستجدات
يعتبر دستور 1992 دستورا مراجعا وليس بدستور جديد هذا ما نص عليه خطاب الملك الحسن الثاني المعلن عن المراجعة في 20 غشت 1992 «إن السير نحو المعاصرة يتم ضمن الحفاظ على الهوية وفي إطار الاستقرار» وقد تميز الدستور المعدل بتوازن أكبر بين السلطات العامة وبتقوية الطابع البرلماني للنظام السياسي والمسؤولية السياسية للحكومة.
جاء الدستور بعدة اصلاحات منها.
- صلاحيات الملك تراوحت بين التقييد والتوسع في علاقته بالحكومة والبرلمان: فالقيود التي ترد على صلاحيات الملك تتجلى فيما جاء به الفصل 26 من ضرورة إصدار الملك لأمره بتنفيذ القانون خلال أجل 30 يوما التالية لإحالته من مجلس النواب إلى الحكومة بعد تمام الموافقة عليه على خلاف الوضع بالنسبة للدساتير السابقة إذا كانت تمنح الصلاحية التقديرية الواسعة للملك في إصدار ذلك الأمر دون أجل يقيده في ذلك.
- الفصل 34 من الدستور فيتمثل في عدم جواز حل البرلمان أثناء إعلان حالة الاستثناء ليظل البرلمان ممارسا لصلاحياته التشريعية على خلاف الوضع بالنسبة للدساتير السابقة.
- القيود التي ترد على صلاحيات الملك فإن دستور 1992 قد وسع من اختصاصاته في مجال المراقبة والإشراف على البرلمان والحكومة وذلك من خلال المبادرة إلى تشكيل لجان برلمانية الفصل 40 كما خولهالفصل 79 الحق في إحالة القوانين العادية على المجلس الدستوري للبت في دستوريتها قبل إصدار الأمر بتنفيذها.
- صلاحية مجلس النواب لتشكيل لجان تقصي الحقائق.
- تخويل الأقلية البرلمانية صلاحية اللجوء إلى المجلس الدستوري
- وغير ها من المستجدات الدستورية والصلاحيات المتبادلة بين السلطة التنفيذية والتشريعية.

## نتائج الإستفتاء
اعلنت الغرفة الدستورية بالمجلس الاعلى بتاريخ 8 سبتمبر 1992 رسميا ان النتيجة العامة للاستفتاء حول مراجعة الدستور هي ان الشعب المغربي صادق على التعديل المعروض عليه بنسبة 99.91% من اجمالي الاصوات المعبر عنها وهي كالتالي.